# ألفونسو ماركيز
ألفونسو ماركيز (بالإسبانية: Alfonso Márquez)‏ هو حكم كرة قاعدة ‏ مكسيكي، ولد في 12 أبريل 1972 في زاكاتيكاس في المكسيك.